# 김혜연
김혜연(金蕙妍, 1971년 3월 28일~)은 대한민국의 트로트 가수이다.

## 생애
학창시절 중학교, 고등학교 때까지 육상 선수로 활약했으며 대학에 진학한 뒤 아버지의 권유로 1991년에 대한민국에서 최고로 꼽는 노래자랑 프로그램 KBS1 《전국노래자랑 - 인천광역시 편》에 참가하여 인기상을 수상하였다. 이후 작사가 서판석의 소속사에 소속되어 김나현이라는 예명으로 《꿈 속에서도 먼 그대》를 발표하면서 댄스 가수로 공식 데뷔하였다. 데뷔 당시 남성미를 느끼게 하는 강한 록 사운드의 창법을 구사해 주목을 받으며 호소력 짙은 창법으로 이목을 집중시켰지만 별다른 호응이 없었다. 그래서 1993년에 《바보같은 여자》를 발표하면서 댄스 가수에서 트로트 가수로 전향하였다. 김혜연이 트로트 가수로 전향할 때는 정통 트로트가 주류를 이루었는데 정통 트로트가 아닌 댄스 트로트를 시도하여 신세대 트로트 가수로 이목을 집중시키며 트로트계에 새바람을 일으켰다.
트로트 가수 데뷔를 성공적으로 이뤄낸 김혜연은 본격적으로 1994년 《서울 대전 대구 부산》을 발표하였다. 그 중 〈서울 대전 대구 부산〉은 발표와 동시에 대중들에게 널리 알려지면서 이 곡이 실린 앨범이 당시 100만장이라는 판매고를 기록하며 김혜연이라는 이름을 전국에 알리는 계기가 되었다. 〈서울 대전 대구 부산〉으로 1990년 대 초반, 각종 인기차트에서 상위권을 섭렵하면서 각종 행사, 무대에 러브콜이 들어올 만큼 상당한 인기를 누렸다. 이외에 데뷔 초창기에는 본인의 히트곡이 포함된 "감각 디스코 테이프", "디스코 메들리", "간큰 남자 시리즈" 로 약 60~200만장의 앨범판매 기록을 세워 화제를 모았다. 1995년에는 한 가정의 남편과 아내의 실상이 담겨 있는 곡 〈간 큰 남자〉를 이 연이어 히트하면서 엄청난 인기몰이를 하는 신인 가수로 각광을 받았다. 1997년에 발표한 〈예쁜 여우〉는 재미있는 노랫말과 랩이 가미된 독특한 리듬과 멜로디로 인기를 얻어 정통 트로트에서 댄스 트로트 성향이 많이 띄는 곡을 주로 불렀다. 이를 통해 젊은 여성 가수라는 점과 댄스 트로트를 주로 불러 신세대 트로트 가수라는 이미지를 접목시켜 인기를 모으며 전성기를 누렸다. 2000년에는 《Best 2000》앨범에 수록된 〈유일한 사람〉이 히트하면서 꾸준히 인지도를 높이며 2003년, 남편과 아내의 실생활의 내용이 담긴 가사와 빠른 리듬의 트로트 〈화난 여자〉로 제10회 대한민국 연예예술대상 여자가수상을 수상하였고 2005년, 정통 트로트 성향이 돋보인 〈유리구두〉로 SBS 가요대전 트로트부분상, KBS 가요대상 올해의 가수상을 수상하며 댄스 트로트 원조에서 트로트 여왕으로 자리매김하게 되었다.
최근 2007년에 발표한 곡이자 파워풀한 가창력과 댄스가 돋보인 〈토요일 밤에〉는 뮤직 비디오로도 제작되었으며 노래방 애창곡으로 선정되어 널리 불리고 있다. 2008년에는 KBS2 《1박2일 시즌 1》에서 메들리 앨범에 수록되었던 〈참아주세요 (일명: 뱀이다)〉가 기상송으로 쓰이면서 여러 세대층들로부터 많이 불리자 새롭게 편곡하여 활동하며 최근까지도 왕성한 활동을 하고 있다. 불혹을 넘긴 2011년에는 《스타 부부쇼 자기야》에서 넷째를 임신했다고 밝혔고 이듬해 12월 초에 넷째를 출산하였다.

## 학력
- 1990년 인천여자고등학교 졸업
- 1992년 인천전문대학 체육학과 졸업

## 경력
- 2009년 디지털서울문화예술대학교 실용음악과 초빙교수

## 데뷔
- 1993년 1집 앨범 "바보같은 여자"

## 발표 앨범
| 연도   | 제목                                        |
| ------ | ------------------------------------------- |
| 1992년 | 《꿈 속에도 먼 그대》                       |
| 1993년 | 《김혜연 1》                                |
| 1994년 | 《김혜연 2》                                |
| 1995년 | 《아버지/ 신세대 사랑법》                   |
| 1995년 | 《김혜연 3》                                |
| 1996년 | 《김혜연 쉿!》                              |
| 1997년 | 《김혜연 베스트》                           |
| 1999년 | 《김혜연 Best 1 》                          |
| 2002년 | 《Essay #9》                                |
| 2003년 | 《그 사람 그 사랑》                         |
| 2004년 | 《김혜연 Best 2》                           |
| 2006년 | 《飛上 2006》                               |
| 2007년 | 《토요일 밤에》                             |
| 2008년 | 《Kim Hye Yeon 2008》                       |
| 2009년 | 《Voice From A Heart》                      |
| 2010년 | 《The Best Of Best Kim Hye Yeon 1991~2011》 |
| 2013년 | 《최고다 김혜연 Best Of The Best》          |
| 2016년 | 《Queen Of Queen》                          |
| 2018년 | 《The Story of My Music》                   |
| 2021년 | 《강남제비》                                |

### 참여 앨범
- 1996년 설운도 옴니버스 《추억의 대전 바닷가》
- 2017년 오정태 싱글 앨범 《갑질이야》

## 주요 수상경력
- 1990년 KBS 전국노래자랑 인기상
- 2003년 제10회 대한민국 연예예술대상 여자가수상
- 2004년 제6회 한국예술실연자대상 공로상
- 2004년 SBS 가요대전 트로트부분상
- 2004년 KBS 가요대상 올해의 가수상
- 2011년 제19회 대한민국 연예예술대상 여자성인가수상
- 2012년 제7회 대한민국나눔대상시상식 국회국방위원장상
- 2014년 MBC 가요베스트 프로듀서상
- 2016년 제14회 대한민국 전통가요대상 여자 가수부문 대상
- 2016년 제14회 대한민국 전통가요대상 여자 가수부문 대상
- 2017년 베스트가요쇼 대축제 10대 가수상
- 2017년 2017 대한민국을 빛낸 자랑스런 인물대상 바른연예인상
- 2018년 MBC 가요베스트 대제전 공연문화상
- 2020년 제1회 트롯어워즈 트롯 100년 여자 베스트 가수상

## 가족 관계
- 배우자: 고영륜(1966년 ~ )
  - 첫째 딸: 고은(2002년 ~ )
  - 둘째 딸: 고민지(2004년 ~ )
  - 셋째 아들: 고도형(2009년 ~ )
  - 막내 아들: 고도우(2011년 ~ )

## 방송
- KBS2 ~ KBS1 《가족오락관》 게스트 다수 출연
- KBS1 《전국노래자랑》, 《가요무대》 초대가수 다수 출연
- KNN 《쑈! TV유랑극단》 초대가수 다수 출연
- 《전국 톱 10 가요쇼》 초대가수 다수 출연
- MBC 《MBC가요베스트》 초대가수 다수 출연
- 아이넷TV 《성인가요콘서트》, 《가요사랑콘서트》,  《아이넷 스타쇼》 등 초대가수 다수 출연
- KBS2 《1박2일》 게스트 출연
- JTBC 《유자식 상팔자》
- KBS2 《출발드림팀 시즌 2》 게스트 출연
- SBS 《동상이몽, 괜찮아 괜찮아》
- MBC 《미스터리 음악쇼 복면가왕》 - 발리에서 온 발리걸
- 채널A 《행복한 아침》- 게스트 출연
- KBS1 《TV는 사랑을 싣고》- 게스트 출연
- KBS1 《아침마당》- 게스트 출연
- KBS1 《무엇이든 물어보세요》- 게스트 출연

## 경력
- 2022.04. ~ 2022.12. 풋살팀 《FC트롯퀸즈》창단 멤버
- 2013년 제5대 한국모유수유 홍보대사
- 2013년 가정폭력 예방 홍보대사
- 2010년 속초세무서 홍보대사